# Soir d'été à Paris
 (avril 2024).
La mise en forme du texte ne suit pas les recommandations de Wikipédia : il faut le « wikifier ».
Les points d'amélioration suivants sont les cas les plus fréquents :
- Les titres sont pré-formatés par le logiciel. Ils ne sont ni en capitales, ni en gras.
- Le texte ne doit pas être écrit en capitales (les noms de famille non plus), ni en gras, ni en italique, ni en « petit »…
- Le gras n'est utilisé que pour surligner le titre de l'article dans l'introduction, une seule fois.
- L'italique est rarement utilisé : mots en langue étrangère, titres d'œuvres, noms de bateaux, etc.
- Les citations ne sont pas en italique mais en corps de texte normal. Elles sont entourées par des guillemets français : « et ».
- Les listes à puces sont à éviter, des paragraphes rédigés étant largement préférés. Les tableaux sont à réserver à la présentation de données structurées (résultats, etc.).
- Les appels de note de bas de page (petits chiffres en exposant, introduits par l'outil «  Source ») sont à placer entre la fin de phrase et le point final[comme ça].
- Les liens internes (vers d'autres articles de Wikipédia) sont à choisir avec parcimonie. Créez des liens vers des articles approfondissant le sujet. Les termes génériques sans rapport avec le sujet sont à éviter, ainsi que les répétitions de liens vers un même terme.
- Les liens externes sont à placer uniquement dans une section « Liens externes », à la fin de l'article. Ces liens sont à choisir avec parcimonie suivant les règles définies. Si un lien sert de source à l'article, son insertion dans le texte est à faire par les notes de bas de page.
- La présentation des références doit suivre les conventions bibliographiques. Il est recommandé d'utiliser les modèles {{Ouvrage}}, {{Chapitre}}, {{Article}}, {{Lien web}} et/ou {{Bibliographie}}. Le mode d'édition visuel peut mettre en forme automatiquement les références.
- Insérer une infobox (cadre d'informations à droite) n'est pas obligatoire pour parachever la mise en page.

Pour une aide détaillée, merci de consulter Aide:Wikification.
Si vous pensez que ces points ont été résolus, vous pouvez retirer ce bandeau et améliorer la mise en forme d'un autre article.
Soir d'été à Paris est une œuvre de Jules Adler représentant un soir d'été à Paris et exposé au musée Baron-Martin

## Contexte
L'œuvre Soir d’été à Paris est une peinture de Jules Adler, peintre français associé au mouvement naturaliste et connu pour ses représentations réalistes de la vie quotidienne des classes ouvrières. Né à Luxeuil-les-Bains, Il a étudié à l’école des Beaux-Arts à Paris où il a obtenu plusieurs médailles (dont la légion d’honneur). Adler était influencé par le mouvement naturaliste et socialiste, cherchant à représenter les réalités sociales de son époque. Adler a également été professeur à l’école des Beaux-Arts du Mans et a continué à peindre et à exposer tout au long de sa vie. Son travail a eu un impact significatif sur la peinture sociale en France et continue d’être étudié et admiré pour sa représentation sincère de la vie quotidienne.

## Description
Ce tableau présente de nombreuses personnes (femmes, hommes, et enfants) qui se baladent à Paris. On y voit une femme qui à chaud et un homme qui lui vend un éventail pour la rafraîchir. Les personnages de l’arrière-plan sont plus flous et esquissés que les personnages du premier plan. Les femmes sont habillés de couleurs très claires et les hommes sont habillés de couleurs foncées. Le soleil se couche lentement derrière les toits de la ville, teintant le ciel de nuances d’orange et de rose, créant une atmosphère magique et romantique. Les cafés en plein air sont remplis de gens qui discutent joyeusement.
Il s'agit d'une huile sur toile de 170 × 125,3 cm, signée et datée en bas à droite« Jules Adler 1901 » . 

## Analyse
Adler capture probablement une scène de la vie urbaine parisienne pendant un soir d’été, mettant en valeur les aspects de la ville, de l’éclairage et des activités sociales ou industries qui peuvent caractériser cette période de l’année dans la capitale française. Elle reflète l’intérêt de l’artiste pour les conditions de vie des travailleurs et les aspects sociaux de la ville. L’atmosphère générale du tableau est paisible et romantique, capturant l’essence de la vie urbaine estivale à Paris.

## Les références
Musée BARON MARTIN œuvres choisies du musée Baron-marin. Les amis du musée baron martin et bibliothèque de gray Notices du catalogue par Brigitte Olivier conception  et clichés photographique par Marie pierre loge sauf mention contraire.
Musée d’art et d’histoire du Judaïsme
Jules Adler peindre sous la troisième république.
- Œuvres choisies, Gray, Les Amis du Musée et de la Bibliothèque de Gray, 2012, 76 p.
- https://gallica.bnf.fr/ark:/12148/bpt6k4545701g/f2.item
- https://gallica.bnf.fr/ark:/12148/bpt6k97526062/f92.item
- L. Barbedette, Le Peintre Jules Adler, Besançon, Éditions Séquania, 1938, 89 p.
- Jules Adler, 1865-1952: peindre sous la Troisième République [exposition, Dole, Musée des beaux-arts de Dole, 17 octobre 2017-11 février 2018, Évian, Palais Lumière, 3 mars-21 mai 2018, Roubaix, La Piscine-Musée d'art et d'industrie André Diligent, 29 juin-22 septembre 2019], SilvanaEditoriale, 2017 (ISBN 978-88-366-3632-7)
- Gérald Schurr et Pierre Cabanne, Dictionnaire des petits maîtres de la peinture: 1820 - 1920, Éd. de l' Amateur, 1996 (ISBN 978-2-85917-223-7), p. 32
- Peinture et société, Pontarlier, Association des Conservateurs de Franche-Comté, 1983, 72 p. (SUDOC 029856078)
- Musée du Baron-Martin, Gray: catalogue, Le Musée, 1993 (ISBN 978-2-9507776-0-7)

1. ↑  Musée Baron-Martin, Œuvres choisies